# 常用字字形表
常用字字形表（じょうようじじけいひょう）とは、香港教育署語文教育学院中文系（現在は香港教育局と香港教育学院）が制定した漢字（繁体字）の字体表。李学銘主編。4762の常用漢字の標準字体を収め、香港の初等・中等教育の教科書に用いられている。この字体表に収められている字体は『常用字字形表』字形、香港教育字形、常用字教育字形などと呼ばれる。

## 概要
香港における常用漢字の字体の見直しは1984年7月に始まり、当時の香港教育署語文教育学院中文系の李学銘教授が学内の研究者の中心となって関係資料の回収分析に当たった。同時に学外の研究者たちと常用字標準字形研究委員会を開き、個別の字について標準字体の審査に当たった。こうして『常用字字形表』は1985年9月に完成し、1986年9月に出版された。
『常用字字形表』はもともと小学校の国語教師を対象とした参考資料であり、国語教師が直面する異体字の多さによる識字教育の困難を軽減することを目的としており、権威的な正字体系をうち立てようとしたものではなかった。そのため教師は、児童生徒が『常用字字形表』にない通行の異体字を用いたとしても誤字とするのではなく、寛容な態度をとることが望まれていた。しかしながら、香港教育署が1988年に頒布した『小学中国語文科課程綱要（初稿）』付録の「小学常用字表」において『常用字字形表』に依拠して字体が説かれて香港教育部門が『常用字形表』を認定したことを表しており、出版社もまた『常用字字形表』を標準字形とする字典や教科書を販売するようになった。
『常用字字形表』は1990年および2000年の再版時に全面的な改訂がなされた。1990年の改訂では語文教育学院中文系の3名の研究者が担当し、2000年の改訂では香港教育署語文教育学院が香港教育学院の一部門となったので、香港教育学院中文系が責を負い、理工大学中文及双語学系の教授となっていた李学銘教授が主編を担当した。